# Ветров, Михаил Александрович

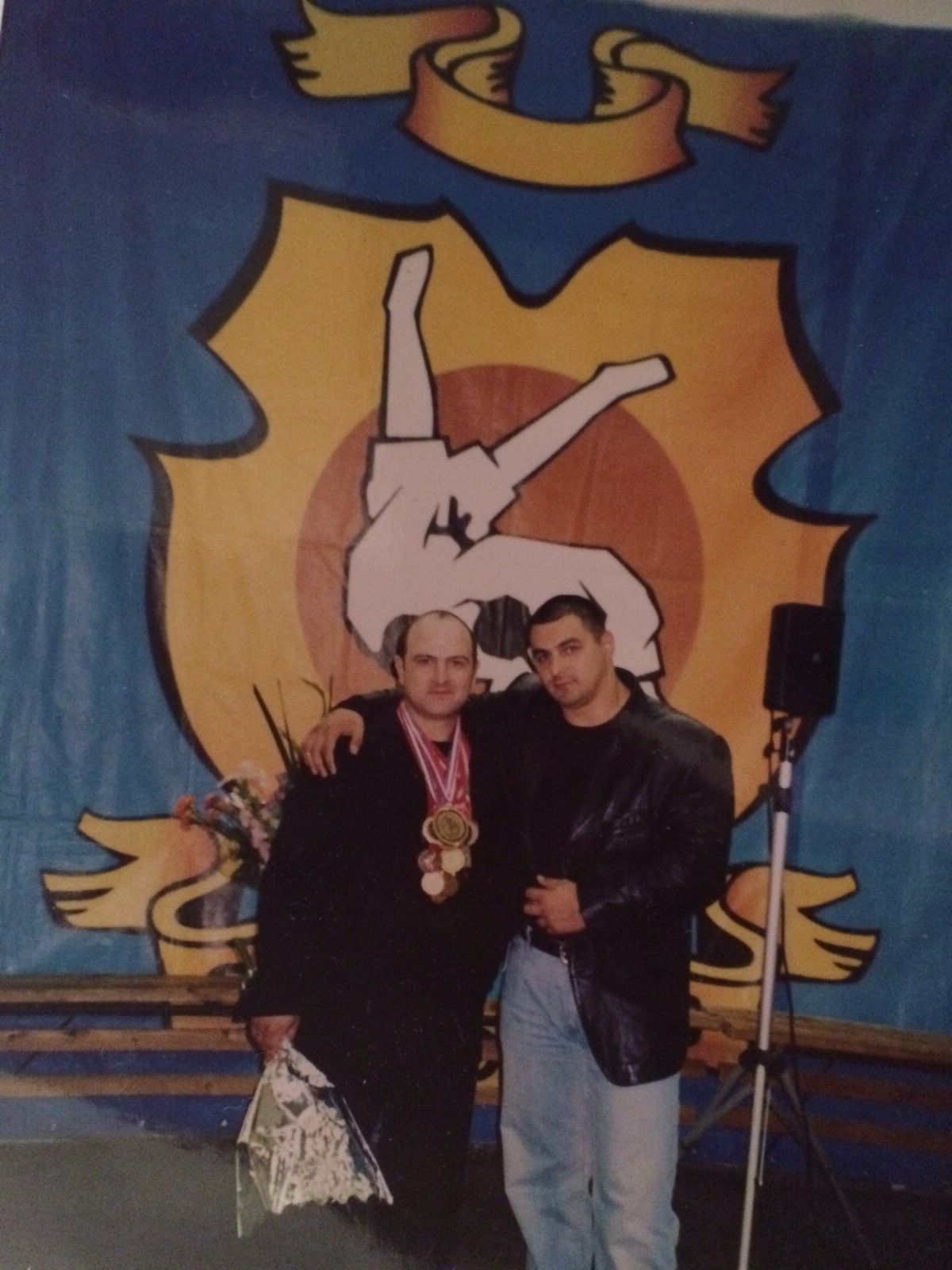
С Суреном Балачинским

Ветров Михаил Александрович (род. 7 октября 1974 года) — российский самбист, выпускник школы «Самбо-70». Мастер спорта СССР международного класса по борьбе самбо. Мастер спорта СССР по дзюдо.

## Биография
Окончил Российский государственный университет физической культуры, спорта, молодёжи и туризма, диплом специалиста по физической культуре и спорту.
Выпускник «Самбо-70» 1991 года. Тренеры: Чернов К. К., Бобылев А. Б.

## Спортивные достижения
- Победитель первенства Мира по самбо (1991 год, Монреаль)
- Победитель первенства Мира по самбо (1992 год, Англия, графство Кент)
- Победитель первенства Европы по Самбо (1992 год, Москва)
- Победитель первенства СССР по самбо (1991 год, Пенза)
- II место первенства России по дзюдо (1993 год, Брянск)
- II место международного турнира серии «А» по дзюдо среди молодежи (1991 год, Тбилиси)
- III место международного турнира серии «А» по дзюдо 1993 год, Москва)
- Победитель открытого чемпионата Москвы по дзюдо (1991 год)
- Победитель Всесоюзной спартакиады учащихся по борьбе самбо (1990 год, Тбилиси)
- II место Всесоюзной спартакиады учащихся по дзюдо (1990 год, Тбилиси)
- Неоднократный победитель первенств Вооруженных сил среди молодежи по борьбе самбо и дзюдо.
- Неоднократный победитель первенства Москвы среди молодежи по борьбе самбо и дзюдо.
- Неоднократный призёр отборочных турниров на главные соревнования года по борьбе самбо и дзюдо.